# DeKalb Junction
DeKalb Junction es un lugar designado por el censo ubicado en el condado de St. Lawrence en el estado estadounidense de Nueva York. En el año 2010 tenía una población de 349 habitantes.

## Geografía
DeKalb Junction se encuentra ubicado en las coordenadas 44°30′42″N 75°17′41″O / 44.51167, -75.29472.